# Барбара Поццобон
Барбара Поццобон (італ. Barbara Pozzobon, 17 вересня 1993) — італійська плавчиня.
Призерка Чемпіонату Європи з водних видів спорту 2020 року.